# Birgitta Berglund
Margit Birgitta Berglund, född 19 april 1942 i Sollefteå, är en svensk psykolog.
Berglund, som är dotter till byggnadssnickare Gustaf A. Gustafsson och Ebba Engström, studerade vid Stockholms universitet, där hon blev filosofie kandidat 1967, filosofie doktor 1971 och docent i psykologi 1973. Hon var forskningsassistent vid Stockholms universitet 1965–1971, forskare där 1971–1980, forskare i miljöpsykologi vid Humanistisk-samhällsvetenskapliga forskningsrådet 1980–1986 och professor i miljöpsykologi, särskilt luftkvalitetsforskning, vid Stockholms universitet från 1987. 
Berglund var ledamot av Arbetarskyddsstyrelsens forskningsdelegation 1983–1987, av styrelsen för Institutet för arbetsmiljöforskning 1987–1990, ledamot av Statens naturvårdsverks vetenskapliga kommitté för buller 1983–1986 och 1986–1989. Hon har författat skrifter inom områdena psykofysik och skalmetodik, multidimensionell skalning, perception och sinnessystemens psykologi samt miljöpsykologi, särskilt luftkvalitet och samhällsbuller.